# Dominique Chevalier
Dominique Chevalier, né le 26 juin 1956 à Ambert (Puy-de-Dôme) et décédé le 16 août 2012  à Valence (Drôme), est un footballeur français . Mesurant 1,80 mètre pour 80 kg, ce joueur a évolué comme défenseur à Valenciennes, club avec lequel il a disputé 106 matchs en Division 1.

Il est décédé du cancer.

## Carrière de joueur
- 1975-1976 : INF Vichy
- 1976-1981 : US Valenciennes-Anzin
- 1981-1983 : Nîmes Olympique
- 1983-1984 : CO Le Puy
- 1984-1986 : FC Valence[3]

## Source
- Col., Football 81, Les Cahiers de l'Équipe, 1980, cf. page 44.